# Bukovje (gmina Brežice)
Bukovje – wieś w Słowenii, w gminie Brežice. W 2018 roku liczyła 57 mieszkańców.